# Mimeusemia simplex
Mimeusemia simplex är en fjärilsart som beskrevs av Lucas 1891. Mimeusemia simplex ingår i släktet Mimeusemia och familjen nattflyn. Inga underarter finns listade i Catalogue of Life.